# Bilenkin Classic Cars

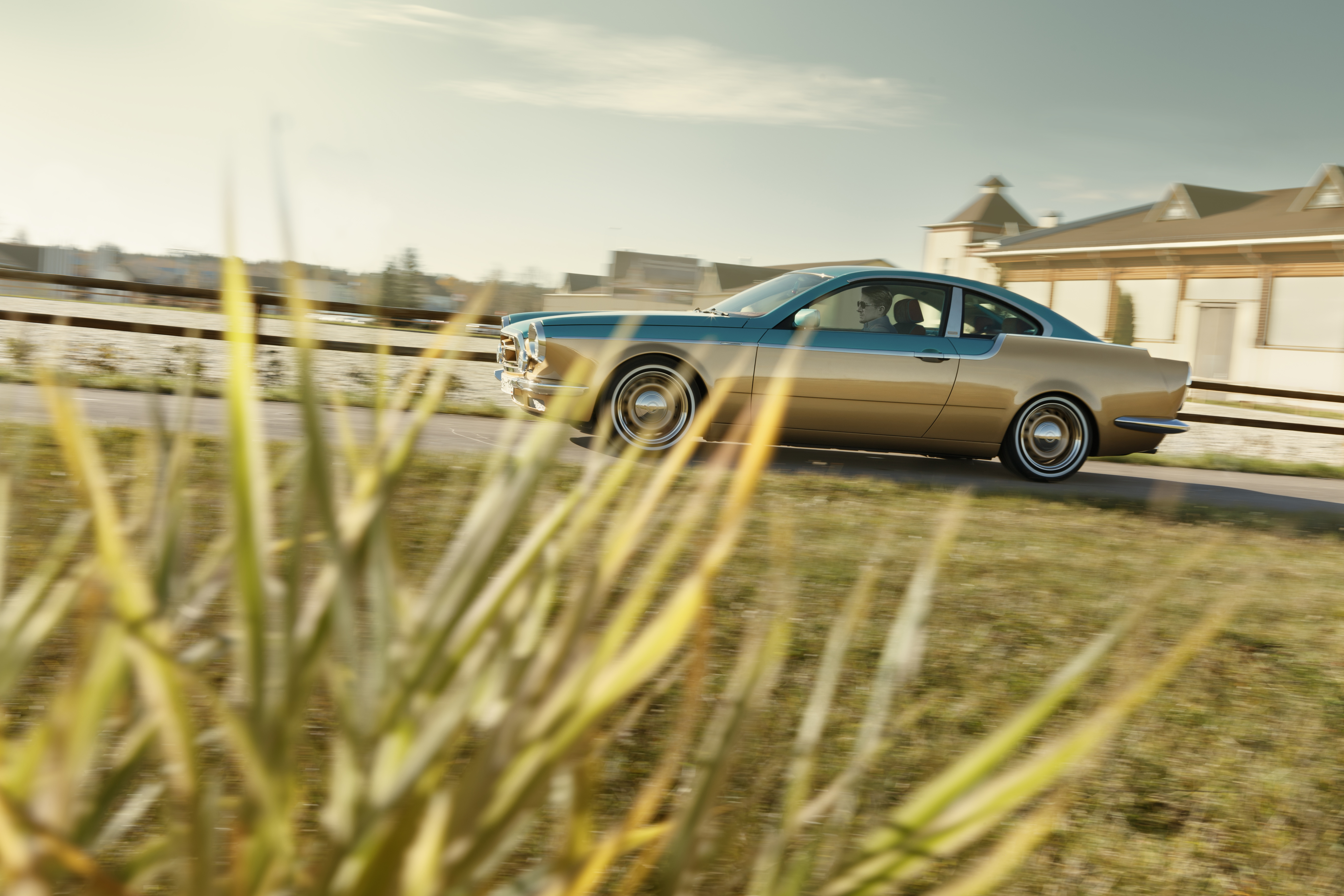
Bilenkin Vintage

Bilenkin Classic Cars ist ein russischer Automobilbauer mit Sitz in Moskau. Das bislang einzige Modell des Unternehmens ist der Bilenkin Vintage. Zu Jahresanfang 2017 startete eine Kleinserienproduktion des Wagens, von welchem bereits über zwei Dutzend Einheiten verkauft werden konnten. Der Bilenkin Vintage basiert auf alten BMW der Baureihe E92 und wurde 2015 mit einem Basispreis von 142.000 Euro vorgestellt.